# Giles, Giles and Fripp
Giles, Giles and Fripp (читается: Джайлз, Джайлз энд Фрипп) — британская музыкальная группа, созданная в 1967 году и выпустившая в 1968 году два сингла и единственный долгоиграющий альбом The Cheerful Insanity of Giles, Giles and Fripp, после чего прекратила существование.
В настоящее время известна главным образом как предтеча знаменитой рок-группы King Crimson, в состав которой вошли трое главных участников «Giles, Giles and Fripp». В частности, композиция «I Talk to the Wind» с первого альбома King Crimson была создана ещё во времена «Giles, Giles and Fripp».
В апреле 1968 года группы выпустила свой единственный (не считая архивной записи, изданной в 2001) долгоиграющий альбом The Cheerful Insanity of Giles, Giles and Fripp, исполненный в необычном стиле, представляющем собой смесь поп-музыки, психоделического рока, фолка, а также с элементами классики и джаза.
Достаточно мелодичные композиции альбома чередуются с короткими рассказами, представляющими собой части «Саги о Родни Тоуди» — толстом некрасивом мальчике, страдающем от чувства собственной неполноценности (на первой стороне), и абсурдного текста «Просто Джордж» (на второй стороне). Альбом не имел ни коммерческого успеха, ни признания у музыкальных критиков (в одной критической статье группу назвали «одной из миллиона», перефразировав название одной из песен: «One in a Million»). Интерес к этому альбому, как и ко всему творчеству группы Giles, Giles and Fripp, появился позднее, после шумного успеха King Crimson.
Записи демоверсии этой песни, а также некоторых других неизданных в том время композиций «Giles, Giles and Fripp» были выпущены в 2001 году над названием The Brondesbury Tapes.

Как утверждал сам Фрипп, 15 ноября 1968 года проект King Crimson «был задуман в общих чертах в спорах между Фриппом и Майклом Джайлсом на кухне после разбора полётов провалившейся сессии Giles, Giles and Fripp на фирме Decca». Роберт Фрипп прокомментировал кончину группы следующим образом: «Распад Giles, Giles and Fripp последовал через 15 месяцев неудач и борьбы. Мы оказались неспособны ни родить слона, ни найти хотя бы один ангажемент. Всемирная продажа альбома за первый год составила менее 600 штук. Мой первый бюллетень об авторском вознаграждении тупо показал продажи в Канаде — 40 штук и в Швеции — 1 штука».

## Дискография
Синглы
- One In A Million/Newly Weds (1968)
- Thursday Morning/Elephant Song (1968)

Студийный альбом
- The Cheerful Insanity of Giles, Giles and Fripp (1968)

Сборники
- Metaphormosis (2001)
- The Brondesbury Tapes (1968) (2001)

## Состав
- Майкл Джайлз — ударные, перкуссия, вокал (1967–1968)
- Питер Джайлз — бас-гитара, вокал (1967–1968)
- Роберт Фрипп — гитара, меллотрон (1967–1968)
- Иэн Макдональд — саксофон, флейта, кларнет, гитара, вокал (1968)
- Джуди Дайбл[англ.] — вокал (1968)